# Nasrat Haqparast
Mohammad Nasrat Haqparast (ur. 22 sierpnia 1995 w Hamburgu) – afgański zawodnik mieszanych sztuk walki (MMA) walczący w kategorii lekkiej. Od 2017 roku jest zawodnikiem największej organizacji MMA na świecie - UFC.

## Życiorys
Haqparast urodził się w Niemczech, jego rodzice pochodzą z afgańskiego miasta Kandahar. Od 14 roku życia uczęszczał na zajęcia kick-boxingu, gdyż jego rodzice uważali że miał nadwagę. Następnie zapisał się na zajęcia MMA i postanowił zostać zawodnikiem MMA po obejrzeniu sesji sparingowej.

## Życie prywatne
Haqparast był studentem inżynierii mechanicznej na Uniwersytecie Nauk Stosowanych w Hamburgu. 
Kiedy zadebiutował w UFC, wielu przedstawicieli mediów nazwało go „miniaturową” wersją zawodnika wagi średniej Kelvina Gasteluma ze względu na ich duże podobieństwo fizyczne. W rezultacie wiele mediów zaczęło porównywać ich style walki.
Matka Haqparasta zmarła we wrześniu 2021, kilka tygodni przed jego walką na UFC 266.
Haqparast walczył wcześniej pod flagą Afganistanu w UFC, ale na swoich mediach społecznościowych ujawnił, że nie ma już na to pozwolenia. 
Podczas gali UFC Fight Night: Gane vs. Tuivasa, ogłosił, że od 3 września 2022 będzie reprezentował Maroko ze względu na trenowanie i mieszkanie w tym kraju.

## Lista zawodowych walk w MMA
| Wynik     | Bilans | Przeciwnik (bilans przed walką) | Rozstrzygnięcie                      | Runda | Czas | Rozgrywki                                | Data       | Miejsce      | Uwagi                                   |
| --------- | ------ | ------------------------------- | ------------------------------------ | ----- | ---- | ---------------------------------------- | ---------- | ------------ | --------------------------------------- |
| Wygrana   | 18-5   | Esteban Ribovics (14-1)         | Decyzja (niejednogłośna)             | 3     | 5:00 | UFC Fight Night: Kape vs. Almabayev      | 01.03.2025 | Las Vegas    | Bonus za walkę wieczoru.                |
| Wygrana   | 17-5   | Jared Gordon (20-6)             | Decyzja (niejednogłośna)             | 3     | 5:00 | UFC Fight Night: Whittaker vs. Aliskerov | 22.06.2024 | Rijad        |                                         |
| Wygrana   | 16-5   | Jamie Mullarkey (17-6)          | TKO (ciosy pięściami)                | 1     | 1:44 | UFC Fight Night: Song vs. Gutiérrez      | 09.12.2023 | Las Vegas    | Bonus za występ wieczoru.               |
| Wygrana   | 15-5   | Landon Quiñones (7-1-1)         | Decyzja (jednogłośna)                | 3     | 5:00 | UFC 293                                  | 10.09.2023 | Sydney       |                                         |
| Wygrana   | 14-5   | John Makdessi (19-7)            | Decyzja (jednogłośna)                | 3     | 5:00 | UFC Fight Night: Gane vs. Tuivasa        | 03.09.2022 | Paryż        |                                         |
| Przegrana | 13-5   | Bobby Green (28-12-1)           | Decyzja (jednogłośna)                | 3     | 5:00 | UFC 271                                  | 12.02.2022 | Houston      |                                         |
| Przegrana | 13-4   | Dan Hooker (21-10)              | Decyzja (jednogłośna)                | 3     | 5:00 | UFC 266                                  | 25.09.2021 | Las Vegas    |                                         |
| Wygrana   | 13-3   | Rafa García (12-0)              | Decyzja (jednogłośna)                | 3     | 5:00 | UFC Fight Night: Edwards vs. Muhammad    | 13.03.2021 | Las Vegas    |                                         |
| Wygrana   | 12-3   | Alexander Muñoz (6-0)           | Decyzja (jednogłośna)                | 3     | 5:00 | UFC Fight Night: Lewis vs. Oleinik       | 08.08.2020 | Las Vegas    |                                         |
| Przegrana | 11-3   | Drew Dober (21-9)               | KO (ciosy pięściami)                 | 1     | 1:10 | UFC 246                                  | 18.01.2020 | Las Vegas    |                                         |
| Wygrana   | 11-2   | Joaquim Silva (11-1)            | KO (ciosy pięściami)                 | 1     | 1:10 | UFC on ESPN: Covington vs. Lawler        | 03.08.2019 | Newark       | Bonus za występ wieczoru.               |
| Wygrana   | 10-2   | Thibault Gouti (12-4)           | Decyzja (jednogłośna)                | 3     | 5:00 | UFC Fight Night: Volkan vs. Smith        | 27.10.2018 | Moncton      | Bonus za walkę wieczoru.                |
| Wygrana   | 9-2    | Marc Diakiese (12-2)            | Decyzja (jednogłośna)                | 3     | 5:00 | UFC Fight Night: Shogun vs. Smith        | 22.07.2018 | Hamburg      |                                         |
| Przegrana | 8-2    | Marcin Held (22-7)              | Decyzja (jednogłośna)                | 3     | 5:00 | UFC Fight Night: Cerrone vs. Till        | 21.10.2017 | Gdańsk/Sopot | Debiut w UFC.                           |
| Wygrana   | 8-1    | Ruslan Kalyniuk (5-1)           | TKO (ciosy pięściami)                | 3     | 1:44 | Superior FC 17                           | 20.05.2017 | Düren        |                                         |
| Wygrana   | 7-1    | Patrik Berisha (8-5)            | TKO (ciosy pięściami)                | 2     | 0:18 | We Love MMA 24                           | 15.10.2016 | Hamburg      |                                         |
| Wygrana   | 6-1    | Pistikos Lampros (0-0)          | TKO (ciosy pięściami)                | 1     | 3:36 | Ravage Series 2                          | 20.02.2016 | Hamburg      | Powrót do kategorii lekkiej.            |
| Wygrana   | 5-1    | Fabrice Kindombe (0-0)          | KO (cios pięścią)                    | 1     | 0:53 | We Love MMA 16                           | 10.10.2015 | Hamburg      |                                         |
| Wygrana   | 4-1    | Patrick Schwellnus (0-0)        | TKO (ciosy pięśćiami)                | 1     | 2:57 | We Love MMA 13                           | 14.03.2015 | Hanower      |                                         |
| Wygrana   | 3-1    | Tolga Ozgun (0-0)               | TKO (ciosy pięściami)                | 1     | 2:20 | We Love MMA 9                            | 27.09.2014 | Hamburg      | Debiut w wadze półśredniej.             |
| Wygrana   | 2-1    | Jiří Flajsar (0-1-1)            | TKO (ciosy pięściami)                | 1     | 0:38 | Anatolia FC 1                            | 23.02.2014 | Hamburg      |                                         |
| Wygrana   | 1-1    | Iles Ganijev (0-1)              | TKO (ciosy pięściami)                | 1     | N/A  | Superior FC 13                           | 01.06.2013 | Hamburg      |                                         |
| Przegrana | 0-1    | Adrian Ruf (0-0)                | Poddanie (duszenie trójkątne nogami) | 1     | 3:30 | We Love MMA 4                            | 15.12.2012 | Berlin       | Debiut w zawodowym MMA i wadze lekkiej. |